# The Evil Within (computerspel)
The Evil Within is een survival horrorspel ontwikkeld door het Japanse Tango Gameworks. Het spel wordt uitgegeven door Bethesda Softworks en kwam in de EMEA-gebieden uit op 14 oktober 2014 voor de PlayStation 3, de PlayStation 4, Windows, de Xbox 360 en de Xbox One.

## Gameplay
De speler speelt in The Evil Within als Sebastian Castellanos (Anson Mount) in de derde persoon. De speler moet om te overleven onder andere benodigdheden zoeken en keuzes maken wanneer te vechten tegen of wanneer weg te rennen van vijanden. De spelwereld verandert naarmate de speler in het spel vordert, waardoor locaties van bepaalde plekken veranderen en gangen opeens een andere richting op vertrekken.